# Primeiro os Idiotas
Primeiro os Idiotas (em inglês:  Idiots First) é uma colectânea de contos do escritor norte-americano Bernard Malamud publicada pela primeira vez em 1963.

## Análise crítica
De acordo com o escritor José Riço Direitinho:
“As personagens desta colectânea de doze contos são figuras solitárias apanhadas em momentos de adversidade, quase todas judeus imigrantes (ou filhos destes) que ainda falam, ou pelo menos entendem, iídiche, muitas vezes à beira da pobreza, ou mesmo já em situação de miséria, curvados sob o peso de preocupações morais com que se confrontam, são quase sempre homens angustiados de meia-idade (mesmo quando jovens já parecem velhos) que trabalharam duramente em tempos que não foram fáceis (muitos suportam doenças dolorosas e debilitantes).
"No conto que abre e que dá titulo à colectânea, o velho Mendel, octogenário, sentindo que a morte se aproxima, tenta juntar dinheiro para comprar o bilhete de comboio para que o filho Isaac, ....  possa viajar para a Califórnia para ficar a viver com um tio, também já ele octogenário.
“A questão do racismo (não apenas o anti-semitismo) é tema de alguns contos, como Negro é a Minha Cor Preferida, em que um homem judeu, quarentão e solteiro, recorda a paixão impossível por uma rapariga negra nos tempos de juventude.”
Ainda segundo José Riço Direitinho: “Também no conto A Minha Morte, um alfaiate remediado, “aquilo em que mais tinha prosperado fora na falta de saúde”, se vê a mediar dentro da alfaiataria um conflito entre o engomador (um polaco) e um alfaiate italiano, chegando mesmo a erguer um tabique dentro da alfaiataria – que solucionou os conflitos até ao inesperado desfecho final.”
E conclui: “As personagens singulares de Bernard Malamud, sempre em luta contra a frustração e a exclusão, são também emigrados de uma identidade (judeus quase assimilados) e é por isso curiosa a descrição das suas roupas, a que o autor muitas vezes recorre, vestimentas que não são feitas para os seus corpos, da mesma maneira que elas sentem não terem nascido para aqueles destinos que teimam em envolvê-las e contra os quais elas não desistem de lutar”

## Edição em português
Bernard Malamud, Primeiro os Idiotas, Cavalo de Ferro, 2014